# El Ejido
El Ejido este o municipalitate și un oraș din provincia Almería, Andaluzia, Spania, cu o populație de 68.828 locuitori.